# Faramontanos de Tábara
Faramontanos de Tábara es una localidad y municipio español de la provincia de Zamora y de la comunidad autónoma de Castilla y León.

## Geografía
Se sitúa a 50 km de la capital provincial y a 25 km de Benavente, a 714 metros de altitud, combinando la sierra de las Cavernas y territorio de llanura, surcado por el agua del Arroyo de la Burga. Forma parte del Camino de Santiago Sanabrés o Camino Mozárabe, tal y como señala una placa conmemorativa y el albergue habilitado para el paso de peregrinos.

## Toponimia
Faramontanos deriva del vocablo «foramontano» y este, a su vez, tiene dos interpretaciones etimológicas respecto a su origen. Para unos deriva de las palabras latinas «foras monte», cuya traducción sería «fuera de la montaña». Para otros deriva de las palabras latino-germánicas «foras-munt» con significado de «custodio de la tierra de afuera». El término «foramontano» fue difundido por el periodista español Víctor de la Serna y Espina, hijo de la afamada Concha Espina, en su obra «Nuevo Viaje de España. La Ruta de los Foramontanos», por el que recibió el Premio Nacional de Literatura.
La llamada «Terra de Foris» —en la documentación medieval— hace referencia al territorio repoblado por habitantes de "Las Asturias" (cántabros y astures) al sur de la cordillera Cantábrica y al este de Galicia, especialmente la cuenca oriental del Sil y los habitantes del oeste de la Submeseta norte, donde se repobló la Legio Civitas que posteriormente daría nombre al Reino de León en su expansión por las actuales Zamora y Salamanca, donde ya la denominación de Foramontano viene siendo sustituida por la de leonés.
Solo en la provincia de Orense existen cuatro pueblos con el topónimo de «Faramontaos», en los concejos de Carballeda de Avia, Ginzo de Limia, La Merca y Nogueira de Ramuín, que hacen referencia a grupos de repobladores medievales de este origen territorial. A su vez, en la provincia de Zamora existen dos localidades con dicho nombre (Faramontanos de Tábara y Faramontanos de la Sierra), mientras que en la de Salamanca existe Cabeza de Framontanos, perteneciente al municipio de Villarino de los Aires, casi fronterizo con la provincia zamorana.

## Naturaleza
En cuanto a medio ambiente, y dada la cercanía de la sierra de la Culebra, Faramontanos cuenta con diversos recursos idóneos para senderismo, avistamiento de fauna salvaje, actividades cinegéticas o deportes náuticos, tanto en el casco urbano como en las inmediaciones, rutas de sierra o de planicie con distintas alternativas en función de la época del año. En la falda de la Sierra, El Encinal es un ejemplo de la riqueza arbórea del territorio con quejigos y pinos además de especies de ribera -sauces y fresnos- cerca de arroyos, y fauna salvaje que disfruta de estos parajes de excepción. Otro punto medioambiental destacable sería también el propio embalse del Esla.

## Historia
Durante la Edad Media Faramontanos de Tábara quedó integrado en el Reino de León, cuyos monarcas habrían acometido la repoblación de la localidad dentro del proceso repoblador llevado a cabo en la zona,  quedando integrado desde su creación en 1371 en el señorío de Tábara, posterior Marquesado de Távara.
Dada su pertenencia al señorío tabarés, durante la Edad Moderna Faramontanos de Tábara estuvo integrado asimismo en el partido de Tábara de la provincia de Zamora, tal y como reflejaba en 1773 Tomás López en Mapa de la Provincia de Zamora. Así, al reestructurarse las provincias y crearse las actuales en 1833, la localidad se mantuvo en la provincia zamorana, dentro de la Región Leonesa, integrándose en 1834 en el partido judicial de Alcañices, dependencia que se prolongó hasta 1983, cuando fue suprimido el mismo e integrado en el partido judicial de Zamora.

## Demografía
Cuenta con una población de 340 habitantes (INE 2024).
| Gráfica de evolución demográfica de Faramontanos de Tábara entre 1842 y 2021                                                                                               |
| |
| Población de derecho según los censos de población del INE Población de hecho según los censos de población del INEEn estos censos se denominaba Foramontanos: 1842 y 1857 |

## Patrimonio
- Iglesia de San Martín. Erigida en el siglo XIII, según consta en la lápida fundacional, fue consagrada en 1250 por el obispo de Astorga Pedro. Custodiada por un sencillo crucero y floridas jardineras, ha sufrido diversas remodelaciones, una de ellas datada en la portada, mientras en el interior destaca el retablo mayor de estilo barroco.[13]

- Ermita del Santo Cristo de la Vera Cruz. Coqueta y moderna, aunque edificada sobre los restos de una anterior, dispone de muros con decoración de escenas de la Pasión, convirtiéndose en escenario del ceremonial traslado del Bendito Cristo desde la iglesia.

- Fuente Romana del Chariz. Se ubica en la parte baja del pueblo, construida en piedra y abovedada.

- Arquitectura rural. Puede observarse en molinos, cercados, palomares, corrales de la Trashumancia, o especialmente en las numerosas Bodegas subterráneas de fachada piramidal.

- Puente del arroyo Matafíos.

- Puente Quintos. Construido en 1920 sobre el río Esla, es frontera natural de la Tierra de Tábara.

- Ermita de La Virgen de la Pedrera. Acoge cada año una tradicional romería en San Marcos a la que acuden vecinos de los pueblos del entorno.

## Gastronomía
La gastronomía comarcal y local ofrece guisos de cordero y cabrito, asados de ternera y porcino, carnes de caza, embutidos, miel, setas, frutos del bosque y dulces típicos tradicionales como borrachos, fiyuelas o torrijas. Es típico el aguardiente casero y lácteos como el queso.

## Fiestas
Celebra las fiestas patronales el 11 de noviembre en honor a San Martín, y San Isidro Labrador en mayo. En verano aprovechan la primera quincena de agosto y la presencia de emigrantes, para organizar actividades diversas en una semana organizada por la Asociación Cultural San Martín, que también propicia actos festivos populares en Navidad o Carnaval; además existe una Cofradía de la Vera Cruz y desfiles procesionales en Semana Santa.